# Экстремумы на Земле
«Земны́е экстре́мумы» — географические точки, имеющие отношение к географическим или метеорологическим рекордам (климатические рекорды — см. статью погодные рекорды).

## Широта и долгота

### Самые северные
- Самая северная точка Земли — это Географический Северный полюс в Северном Ледовитом океане.
  - Самая северная точка суши — это Остров Каффеклуббен, расположенный к северу от Гренландии (83°40′ с. ш. 29°50′ з. д.HGЯO) и лежащий немного севернее мыса Моррис-Джесуп. Севернее этого острова есть шхера под названием Оодаак. Существуют также острова ATOW1996 и 83-42, но они не подтверждены как постоянные.

### Самые южные
- Самая южная точка Земли и суши — это Географический Южный полюс, который находится на материке Антарктида.
  - Самая южная континентальная точка суши за пределами Антарктиды находится в Южной Америке на мысе Фроуард, регион Магальянес, Чили.
  - Самая южная точка жидкой воды — залив на Шлейфовом леднике Фильхнера, примерно в 100 км от острова Беркнера (83° ю. ш. 59° з. д.HGЯO).
    - Самая южная точка океана расположена на побережье Гулда.
    - Самая южная точка открытого океана находится в Китовой бухте, являющейся частью моря Росса, на краю Шлейфового ледника Росса (78° ю. ш. 164° з. д.HGЯO).
    - Самый южный остров — это остров Деверолла, расположенный у побережья Шеклтона и окружённый шлейфовым ледником Росса.

### Самые восточные и самые западные
- Самые восточные и западные точки мира на основании стандарта долготы находятся по всему 180-му меридиану, который проходит через Северный Ледовитый, Тихий и Южный океаны, а также через часть России (в том числе остров Врангеля), Антарктиду, и три острова Фиджи (Восточная часть Вануа-Леву, середина Тавеуни, и западная часть острова Раби).
  - Используя вместо этого стандарта Международную линию перемены дат (которая не является прямой линией), самая западная точка Земли — это остров Атту, США, а самая восточная точка Земли — это остров Каролайн, Кирибати.

### Самые длинные линии сетки

#### Вдоль постоянной широты
- Самое длинное непрерывное расстояние на суше с востока на запад составляет 10 726 км и проходит вдоль широты 48°24’53"N, начинается от западного побережья Франции Пуэнт-де-Корсен (48°24′53″ с. ш. 4°47′44″ з. д.HGЯO) и проходит через центральную Европу, Украину, Россию, Казахстан, Монголию и Китай, до восточного побережья России (48°24′53″ с. ш. 140°06′03″ в. д.HGЯO).
- Самое длинное непрерывное расстояние на море с востока на запад составляет 22 471 км вдоль широты 55°59’S, к югу от Мыса Горн, Южная Америка.
  - Самое длинное непрерывное расстояние на море с востока на запад между двумя континентами составляет 15 409 км и идёт вдоль широты 18°39’12"N от побережья Хайнаня, Китай через Тихий океан к побережью Мичоакана, Мексика.

#### Вдоль постоянной долготы
- Самое длинное непрерывное расстояние на суше с севера на юг составляет 7590 км вдоль меридиана 99°1’30"E от северной оконечности Сибири в России через Монголию, Китай и Мьянму к точке на южном побережье Таиланда (7°53′24″ с. ш. 99°01′30″ в. д.HGЯO).
  - Самое длинное расстояние в Африке составляет 7417 км вдоль меридиана 20°12’E от северного побережья Ливии (32°19′ с. ш. 20°12′ в. д.HGЯO) через Чад, ЦАР, ДРК, Анголу, Намибию и Ботсвану, к южному побережью Южной Африки (34°41′30″ ю. ш. 20°12′00″ в. д.HGЯO).
  - Самое длинное расстояние в Южной Америке составляет 7098 км и проходит вдоль меридиана 70°2’W, от северного побережья Венесуэлы (11°30′30″ с. ш. 70°02′00″ з. д.HGЯO) через Колумбию, Эквадор, Перу и Чили, к южной оконечности Аргентины (52°33′30″ ю. ш. 70°02′00″ з. д.HGЯO).
  - Самое длинное расстояние в Северной Америке составляет 5813 км и идёт вдоль меридиана 97°52’30"W, начинается на севере Канады (68°21′00″ с. ш. 97°52′30″ з. д.HGЯO), идёт через США и заканчивается в Южной Мексике (16°01′00″ с. ш. 97°52′30″ з. д.HGЯO).
- Самое длинное непрерывное расстояние на море с севера на юг составляет 15 986 км и идёт вдоль меридиана 34°45’45"W, начиная от побережья Восточной Гренландии (66°23′45″ с. ш. 34°45′45″ з. д.HGЯO) через Атлантический океан к шельфовому леднику Фильхнера, на побережье Антарктиды. 
  - Самое длинное непрерывное расстояние на с севера на юг в Тихом океане составляет 15 883 км и идёт вдоль меридиана 172°8’30"W, начиная от побережья Сибири (64°45′00″ с. ш. 172°08′30″ з. д.HGЯO) до шлейфового ледника Росса в Антарктиде.
- Меридиан, который пересекает наибольшее общее расстояние на суше (без учёта промежуточных водоёмов), ещё предстоит определить. Скорее всего он расположен в районе 22°E, который является самым длинным целостным меридианом, который соответствует этому критерию, и пересекает всего 13 035 км суши. Он проходит через Европу (3370 км), Африку (7458 км) и Антарктиду (2207 км). Более 65 % длины этого меридиана расположены на суше. Вот ещё шесть одних из самых длинных по расстоянию на суше меридианов:
  - 23°E: 12 953 км через Европу (3325 км), Африку (7415 км) и Антарктиду (2214 км)
  - 27°E: 12 943 км через Европу (3254 км), Азию (246 км), Африку (7223 км) и Антарктиду (2221 км)
  - 25°E: 12 875 км через Европу (3344 км), Африку (7327 км) и Антарктиду (2204 км)
  - 26°E: 12 858 км через Европу (3404 км), Африку (7258 км) и Антарктиду (2196 км)
  - 24°E: 12 794 км через Европу (3263 км), Африку (7346 км) и Антарктиду (2185 км)
  - 28°E: 12 778 км через Европу (3039 км), Азию (388 км) и Африку (7117 км).

#### Вдоль любой геодезической
Вот самые длинные прямые линии, которые могут быть проведены между любыми двумя точками на поверхности Земли и остающиеся исключительно на суше или воде; точки не обязательно должны лежать на одной и той же линии широты или долготы.
- Самый длинный непрерывный прямой путь (большой круг) по суше проходит между Цзиньцзяном, провинция Фуцзянь, Китай и Сагреш, Португалия и составляет 11 241 км. Также была предложена более длинная линия, отвечающая всем критериям: на расстоянии в 13 573 км (8434 мили) она начинается на побережье Западной Африки близ Гринвилла, Либерия, проходит через Суэцкий канал и заканчивается на вершине полуострова в 100 км к северо-востоку от Вэньчжоу, Китай (28°17′07″ с. ш. 121°38′17″ в. д.HGЯO).
  - Самое длинное непрерывное прямое сухопутное расстояние только в пределах континентальной Африки составляет 8402 км, и идёт вдоль линии, которая начинается чуть восточнее Танжера, Марокко, и заканчивается в 100 км к востоку от Порт-Элизабет, Южная Африка. Эта линия проходит через Марокко, Алжир, Мали, Нигер, Нигерию, Габон, ДРК, Анголу, Намибию, Ботсвану и Южную Африку.
  - Самое длинное непрерывное прямое сухопутное расстояние только в пределах континентальной Азии составляет 10 152 км, и идёт вдоль линии, которая начинается на индийском побережье близ Каньякумари и заканчивается на Чукотском полуострове в России. Эта линия проходит через Индию, Непал, Китай, Монголию и Россию.
  - Самое длинное непрерывное прямое сухопутное расстояние только в пределах континентальной Европы (если считать Уральские горы границей между Европой и Азией) составляет 5325 км, и идёт вдоль линии, которая начинается на мысе Сан-Висенти, Португалия, и заканчивается на Урале, недалеко от города Пермь, Россия. Эта линия проходит через Португалию, Испанию, Францию, Германию, Польшу, Литву, Беларусь и Россию.
  - Самое длинное непрерывное прямое сухопутное расстояние только в пределах континентальной Северной Америки составляет 7602 км, и идёт вдоль линии, которая начинается в Пойнт-Хоуп, Аляска, Соединённые Штаты, и заканчивается в 34 км к юго-западу от города Салина-Крус, Мексика. Эта линия проходит через Аляску, Канаду, Соединённые Штаты и Мексику.
  - Самое длинное непрерывное прямое сухопутное расстояние только в пределах континентальной Южной Америки составляет 7248 км, и идёт вдоль линии, которая начинается в 10 км к северо-востоку от Пуэрто-Кумаребо[англ.], Венесуэла, и заканчивается в 80 км к югу от города Пунта-Аренас, Чили. Эта линия проходит через Венесуэлу, Колумбию, Бразилию, Перу, Чили и Аргентину.
  - Самое длинное непрерывное прямое сухопутное расстояние только в пределах континентальной Австралии составляет 4053 км, и идёт вдоль линии, которая начинается в южной части национального парка Кейп-Рейндж в Западной Австралии и заканчивается в городе Байрон-Бей в Новом Южном Уэльсе.
- Существует несколько возможных кандидатов на самую длинную непрерывную прямую дистанцию в любом направлении на море, поскольку существует множество возможных способов путешествовать по большому кругу более чем на антиподическую длину 19 840 км:
  - С южного побережья провинции Белуджистан, недалеко от порта Карачи, Пакистан по Аравийскому морю, на юго-запад через Индийский океан, возле Коморских островов, рядом с южно-африканским побережьем, в южной части Атлантического океана, затем на запад через мыс Горн, затем на северо-восток через Тихий океан, возле острова Пасхи, переходя антиподальную точку возле острова Амля, на юге Берингова моря, и заканчиваясь где-то на северо-восточном побережье Камчатки, в районе посёлка Оссора (59°38′ с. ш. 163°24′ в. д.HGЯO). Длина этого маршрута составляет 32 040 км. Данный маршрут был подтверждён как самый длинный, учитывая картографические данные с уровнем разрешения 1,8 км;
  - С южного побережья провинции Хормозган, Иран в Оманский залив, на юго-восток через Аравийское море, подходя к югу от Австралии и Новой Зеландии, недалеко от антарктического побережья, а затем на северо-восток через Тихий океан и, подходя к антиподальной точке, заканчивается на юго-западном побережье Мексики (17°57′ с. ш. 101°57′ з. д.HGЯO). Длина этого маршрута составляет 25 267 км;
  - Из Инверкаргилла, Новая Зеландия проходя через мыс Горн, затем у берегов Бразилии недалеко от Ресифи, затем проходя к северу от Зелёного мыса и подходя к антиподальной точке, и заканчивается где-то на юго-западном побережье Ирландии (52°09′ с. ш. 6°34′ з. д.HGЯO). Длина этого маршрута составляет 20 701 км.

#### Вдоль любой действительно прямой
- Все вышеупомянутые геодезические линии могут казаться прямыми, но на самом деле являются дугами больших кругов, проецируемых на сфероидальную поверхность земли, и, соответственно, являются не действительно прямыми, а скорее криволинейными линиями. Подлинно прямые линии могут проецироваться через внутреннюю часть земли почти между любыми двумя точками на поверхности земли (некоторые топографические ситуации являются крайние редкими исключениями). Если линия, проецируемая от вершины вулкана Каямбе в Эквадоре проходит через осевой центр Земли к её антиподу на острове Суматра, то полученная в результате диаметральная линия будет самой длинной по-настоящему прямой линией, которая может быть произведена где-либо на земле или через неё. Поскольку переменная окружность Земли составляет около 40 000 км, такая максимальная «диаметральная» или «антиподальная» линия будет иметь длину порядка 13 000 км.

## Высота

### Самые высокие
- Самая высокая точка на поверхности Земли от уровня моря — это вершина горы Джомолунгма, расположенная на границе Непала и Китая. Хотя измерения её высоты немного различаются, высота пика была совсем недавно установлена непальскими и китайскими властями как 8 848,86 м над уровнем моря. Впервые на эту вершину поднялись сэр Эдмунд Хиллари из Новой Зеландии и Тенцинг Норгей, шерпа из Непала в 1953 году.
- Самая удалённая от центра Земли точка — это вершина горы Чимборасо в Эквадоре, расположенная в 6 384,4 км от центра земли, а её относительная высота — 6 263,47 м. Это происходит потому, что Чимборасо находится ближе к экватору, чем Джомолунгма, пик которой находится на 2168 м ближе к центру Земли (6 382,3 км от центра).
- Самая быстрая точка на Земле или, другими словами, точка, находящаяся дальше всего от земной оси вращения, находится на вершине вулкана Каямбе в Эквадоре. Она вращается со скоростью в 1 675,89 км/ч и находится в 6 383,95 км от оси Земли. Как и Чимборасо, который является четвёртым самым быстрым пиком со скоростью 1 675,47 км/ч, Каямбе находится близко к экватору и использует преимущества сплюснутой сфероидной формы Земли.
- Точка с самой большой относительной высотой — это вершина горы Мауна-Кеа, Гавайи, США, относительная высота которой составляет 10 203 м, поскольку большая часть горы находится под водой.

#### Самые высокие географические объекты
- Самый высокий вулкан — это Охос-дель-Саладо на границе Аргентины и Чили. Он имеет самую высокую вершину, 6893 м, из всех вулканов на земле.
- Самое высокое природное озеро — это Безымянное кратерное озеро на Охос-дель-Саладо на высоте 6390 м. Другим кандидатом был бассейн Лхагба на северо-восточных склонах горы Джомолунгма, Тибет, высота 6368 м, но он пересох.
- Самое высокое судоходное озеро — это озеро Титикака, расположенное на границе Боливии и Перу в Андах, на высоте 3812 м.
- Самый высокий ледник — это ледник Кхумбу на юго-западных склонах горы Джомолунгма в Непале, начинающийся на западной стороне Лхоцзе на высоте от 7600 до 8000 м.
- Самая высокая река — оспаривается; одним из кандидатов является Атинг Хо, которая впадает в Аонг Цо (Хагунг Цо), большое озеро в Тибете, и имеет высоту около 6100 м у своего истока. Ещё одна очень большая и высокая река — Ярлунг Цангпо[англ.], или верхняя Брахмапутра в Тибете, чьё главное русло, река Макуан[англ.], которая берёт своё начало примерно на высоте 6020 м над уровнем моря. Выше этих высот нет постоянно текущих рек, так как температура почти всегда ниже нуля.
- Самый высокий остров — один из островов Тибетского озера, на высоте 5209 м.

#### Самые высокие точки, достижимые транспортом
- Самая высокая доступная точка…
  - …наземным транспортным средством является высотой 6688 м на Охос-дель-Саладо в Чили, которая была достигнута Гонсало и Эдуардо Каналес Мойя 21 апреля 2007 года на модифицированном Suzuki Samurai, тем самым установившими рекорд высоты для четырёхколесного транспортного средства.
  - …по дороге (тупик): шахтёрская дорога ведёт к вершине Ауканкильча в Чили, которая достигает высоты 6176 м.
  - …по дороге (горный перевал) оспаривается; существует ряд конкурирующих дорог на этот титул из-за определения «автомобильного перевала» (то есть дороги с покрытием или просто проходимой транспортным средством):
    - Самая высокая асфальтированная дорога: однопутная дорога Умлинг Ла[англ.], расположенная в 17 км от Демчок, в Ладакхе, Индия, которая достигает 5800 м («19 300 футов» согласно знаку Организации Пограничных Дорог[англ.], которая признаёт его «самым высоким в мире автомобильным перевалом»). Ранее самой высокой считалась дорога Семо Ла[англ.], пересекающая Тибетский перевал на высоте 5565 м. Она регулярно используется грузовиками и автобусами. Перевал Тиклио на центральной дороге Перу является самой высокой (4818 м) асфальтированной дорогой в Америке.
    - Самая высокая дорога без покрытия имеет несколько различных претендентов. Все грунтовые или гравийные дороги, в том числе Перевал Мана[англ.] между Индией и Тибетом, который на высоте в 5610 м пересекает грунтовая дорога. Дорога с интенсивным движением Кхардунг-Ла в Ладакхе находится на высоте 5359 м. Возможно, автомобильная гравийная дорога пересекает Марсимик Ла в Ладакхе на высоте 5582 м.

  - …поездом — это перевал Тангула, расположенный на железной дороге Цинхай-Тибет в горах Тангула Цинхай-Тибет в Китае, на высоте 5072 м. Железнодорожная станция Тангула на высоте 5068 м (16 627 футов) является самой высокой в мире железнодорожной станцией.
  - …океанским судном — отрезок канала Рейн-Майн-Дунай между шлюзами Хильпольтштайн и Баххаузен в Баварии (Германия). Шлюзы искусственно поднимают уровень поверхности воды в канале до 406 м над средним уровнем моря, выше любой другой системы в мире, что делает его самой высокой точкой, доступной в настоящее время океанским коммерческим судам.

- Самый высокий коммерческий аэропорт — это аэропорт Даочэн Ядин[англ.], Сычуань, Китай, который находится на высоте 4411 м. Запланировано строительство аэропорта Нагку-Дагринг[англ.] в Тибете, который станет на 25 м выше текущего рекорда, если будет построен.
- Самая высокая вертолётная площадка — это Сонам, ледник Сиачен, Индия, на высоте 6400 м над уровнем моря.
- Самое высокое постоянное поселение — это Ла-Ринконада в перуанских Андах на высоте 5100 м над уровнем моря.
- Самая дальняя дорога от центра Земли — это дорога к Хижине Карреля в эквадорских Андах, на высоте 4850 м над уровнем моря и на расстоянии 6 382,9 км от центра Земли.

### Самые низкие

#### Самые низкие естественные точки
- Самой низкой точкой на Земле является Бездна Челленджера на дне Марианской впадины, 11 034 м ниже уровня моря. Только шесть человек достигли дна жёлоба: Жак Пиккар и лейтенант Дон Уолш в 1960 году на борту батискафа «Триест», режиссёр Джеймс Кэмерон в 2012 году на борту «Deepsea Challenger», а также Виктор Весково, Патрик Лейхи и Джонатан Струве на борту «Triton Submarines» в 2019 году.
- Самая низкая точка под землёй находится в пещере Крубера в Грузии, где перепад высот между входом в пещеру и максимальной глубиной составляет 2191 ± 20 м. В 2012 году украинский пещерный дайвер Геннадий Самохин достиг самой низкой точки, тем самым побив мировой рекорд.
- Самой низкой точкой на суше, не покрытой жидкой водой, является каньон под ледником Денман в Антарктиде, где скальная порода находится на глубине в 3500 м ниже уровня моря.
- Самая низкая точка на суше — это берег Мёртвого моря, разделяемый Израилем, Палестиной и Иорданией, расположенный на 432,65 м ниже уровня моря. По мере того, как воды Мёртвого моря отступают, уровень воды падает более чем на 1 метр в год.[1]

- Точка на поверхности, ближайшая к центру земли (интерпретируемая как естественная поверхность суши или моря, доступная человеку), — это поверхность Северного Ледовитого океана на географическом Северном полюсе (6 356,77 км).
  - Точка на земле, ближайшая к центру земли (интерпретируемая как поверхность суши или морское дно) является дном впадины Литке[англ.], которая находится в 6 351,61 км от центра земли. Для сравнения, дно самой глубокой океанической впадины в мире, Марианской впадины в Тихом океане, находится на 14,7 км дальше от центра земли.

#### Самые низкие искусственные точки
- Самая низкая точка, когда-либо достигнутая под землёй, была глубиной 12 262 м (СГ-3 в ныне закрытой Кольской сверхглубокой скважине в Мурманской области России).
- Самая низкая подземная точка, куда может проникнуть человек, находится на глубине 3900 м под землёй, в шахте Таутона, Карлетонвилл, ЮАР.[2]
- Самой низкой (от уровня моря) искусственно созданной точкой под открытым небом является надводная шахта Хамбах, Германия, которая достигает глубины 293 м ниже уровня моря.
- Самой низкой (с поверхности) искусственно созданной точкой под открытым небом может является шахта Бингем-Каньон, Солт-Лейк-Сити, США, на глубине 1200 м ниже уровня поверхности.
- Самой низкой точкой под водой является нефтяная и газовая скважина глубиной 10 685 м (35 056 футов), пробурённая на нефтяном месторождении Тибр в Мексиканском заливе.

#### Самые низкие точки, достижимые транспортом
- К самой низкой точке, доступной автомобильными дорогами, исключая дороги в шахтах, относится любая из дорог вдоль Мёртвого моря в Израиле и Иордании, которые являются самыми низкими на Земле: 418 м ниже уровня моря.
- Самый низкий подводный шоссейный туннель — это Ryfast tunnel в Норвегии, глубиной 292 м ниже уровня моря.
- Самая низкая железнодорожная станция — Бейт-Шеан—Дэвид Леви на высоте ниже 150 м ниже уровня моря в Бейт-Шеане, Израиль.
- Самый низкий аэродром — Бар-Йехуда[англ.], недалеко от Масады, Израиль (378 м ниже уровня моря).
- Самый низкий международный аэропорт — аэропорт Атырау, расположенный на высоте 22 м ниже уровня моря в 8 км на северо-запад от Атырау, Казахстан.
- Самый низкий город — Иерихон в Палестине, расположенный на 278 м ниже уровня моря.
- Самая низкая столица — Баку, Азербайджан, расположенный на 28 м ниже уровня моря, что делает его самой низкой и одновременно самой близкой к центру Земли национальной столицей в мире, а также самым большим городом в мире, расположенным ниже уровня моря.[3]
- Самое низкое постоянное поселение — курорт Неве-Зоар, Израиль, расположенный на берегу Мёртвого моря на 395 м ниже уровня Мирового океана.

### Таблица экстремальных высот и температур воздуха по континентам
См. также: Погодные рекорды
| Континент        | Высота                                                                                    | Высота                                  | Высота                                          | Температура                                                 | Температура                                           |
| Континент        | Самая большая                                                                             | Самая большая                           | Самая маленькая                                 | Самая высокая                                               | Самая низкая                                          |
| Африка           | 5893 м Килиманджаро, Танзания                                                             |                                         | −155 м Озеро Ассаль, Джибути                    | 55 °C Кебили, Французский Тунис 7 Июля 1931                 | −23,9 °C Ифран, Французское Марокко 11 Февраля 1935   |
| Антарктида       | 4892 м Массив Винсона                                                                     |                                         | −50 м Глубокое озеро, Холмы Вестфольда          | 20,75 °C Команданте Феррас 9 Февраля 2020                   | −89,2 °C Станция Восток 21 Июля 1983                  |
| Азия             | 8848 м Джомолунгма, Тибетско-Непальская граница                                           |                                         | −424 м Мёртвое море, Израиль-Иордания-Палестина | 53,9 °C Тират-Цви, Израиль 21 Июня 1942                     | −67,7 °C Оймякон, Якутия, СССР 6 Февраля 1933         |
| Азия             | 8848 м Джомолунгма, Тибетско-Непальская граница                                           | 54 °C Аэропорт Ахваз, Иран 29 Июня 2017 | −424 м Мёртвое море, Израиль-Иордания-Палестина | −71,2 °C Оймякон, Якутия, СССР 26 Февраля 1926              |                                                       |
| Европа           | 5642 м Эльбрус, Россия                                                                    |                                         | −28 м Каспийское море, Азербайджан              | 48,0 °C Афины, Греция 10 Июля 1977                          | −58,1 °C Усть-Щугер, СССР 31 Декабря 1978             |
| Северная Америка | 6190.5 м Мак-Кинли (Денали), Аляска, США                                                  |                                         | −85 м Бэдуотер, Калифорния, США                 | 56,7 °C Фернес-Крик, Калифорния, США 10 Июля 1913           | −66,1 °C Нортайс, Гренландия 9 Января 1954            |
| Океания          | 4884 м Джая (Пирамида Карстенза), Индонезия (Самая высокая гора Австралии — это Косцюшко) |                                         | −15 м Озеро Эйр, Южная Австралия, Австралия     | 50,7 °C Однадатта, Южная Австралия, Австралия 2 Января 1960 | −25,6 °C Ранферли, Отаго, Новая Зеландия 17 Июля 1903 |
| Южная Америка    | 6962 м Аконкагуа, Мендоса, Аргентина                                                      |                                         | −105 м Лагуна-дель-Карбон, Аргентина            | 48,9 °C Ривадавия, Аргентина 11 Декабря 1905                | −32,8 °C Сармьенто, Чубут, Аргентина 1 Июня 1907      |

## Удалённость

### Полюса недоступности
Каждый континент имеет свой собственный полюс недоступности, определяемый как точка, наиболее удалённая от любого океана. Каждый океан также имеет свой собственный океанический полюс недоступности, определяемый как место в океане, которое находится дальше всего от любой земли.

#### Континентальный
- Самая удалённая точка от океана — это Евразийский Полюс недоступности (или ЭПИА (EPIA)), 46°17′ с. ш. 86°40′ в. д.HGЯO в районе Китая близ границы с Казахстаном. Расчёты показали, что эта точка, расположенная в пустыне Дзосотын-Элисун, находится в 2645 км от ближайшей береговой линии. Ближайшим поселением к ЭПИА является Сулук 46°15′ с. ш. 86°50′ в. д.HGЯO, примерно в 11 км к востоку. Исследование 2007 года предполагает, что исторический расчёт ЭПИА не признаёт точку, где Обский залив соединяется с Северным Ледовитым океаном, и вместо этого предполагает, что различные определения береговой линии могут привести к другим местам для ЭПИА:
  - ЭПИА1, где-то между 44°17′ с. ш. 82°11′ в. д.HGЯO и 44°29′ с. ш. 82°19′ в. д.HGЯO, находится примерно в 2510 ± 10 км от ближайшего океана.
  - ЭПИА2, где-то посередине 45°17′ с. ш. 88°08′ в. д.HGЯO и 45°28′ с. ш. 88°14′ в. д.HGЯO, находится примерно в 2514 ± 7 км от ближайшего океана.

Если это будет принято, то окончательная ЭПИА окажется примерно на 130 км ближе к океану, чем та точка, которая считается в настоящее время. По совпадению, ЭПИА1 или ЭПИА2 практически так же сильно удалены от океана, как Океанический полюс недоступности — от земли.
- Континентальные полюсы недоступности для других континентов таковы:
  - Африка: 5°39′ с. ш. 26°10′ в. д.HGЯO, близкий к тройной точке Центральноафриканской республики, Южного Судана и Демократической Республики Конго.
  - Австралия: 23°02′ ю. ш. 132°10′ в. д.HGЯO, или 23°10′ ю. ш. 132°16′ в. д.HGЯO, близ Папуньи, Северная территория.
  - Северная Америка: 43°22′ с. ш. 101°58′ з. д.HGЯO, между городами Кайлом[англ.] и Аллен[англ.] в штате Южная Дакота, Соединённые Штаты.
  - Южная Америка: 14°03′ ю. ш. 56°51′ з. д.HGЯO, близ Аренаполиса, Мату-Гросу, Бразилия.

#### Океанический
- Наиболее удалённой от суши точкой является Тихоокеанский полюс недоступности (также называемый «Точка Немо»), который лежит в южной части Тихого океана на 48°52,60′ ю. ш. 123°23,60′ з. д.HGЯO и приблизительно в 2688 км от ближайшего берега.

#### Другие места, считающиеся наиболее удалёнными
- Самый отдалённый остров — это Остров Буве, небольшой необитаемый остров в южной части Атлантического океана, находящийся в зависимости от Норвегии. Он находится на координатах 54°26′ ю. ш. 3°24′ в. д.HGЯO. Ближайшая земля — это необитаемая Земля Королевы Мод, Антарктида, более 1600 км к югу. Ближайшие населённые земли — остров Гоф, расположенный в 1845 км, Тристан-да-Кунья (2260 км), и побережье Южной Африки (2580 км).
- Название самого отдалённого обитаемого острова или архипелага (наиболее удалённого от любого другого постоянно обитаемого места) зависит от того, как трактуется вопрос. Если считать, что южно-атлантический остров Тристан-да-Кунья (население около 300 человек) и зависимый от него остров Гоф (с небольшим исследовательским пунктом), находящиеся в 399 км друг от друга, являются частью одного и того же архипелага; или если не считать остров Гоф, так как он не имеет постоянных жителей, то Тристан-да-Кунья является самым удалённым населённым островом/архипелагом в мире: главный остров, также Тристан-да-Кунья, находится в 2434 км от острова Святой Елены, в 2816 км от Южной Африки, в 3360 км от Южной Америки и в 2260 км от необитаемого острова Буве. Однако, если считать Тристан-да-Кунья и остров Гоф отдельно друг от друга, они дисквалифицируют друг друга; тогда самым отдалённым обитаемым островом является остров Пасхи в южной части Тихого океана, который находится в 2075 км от островов Питкэрн (население около 50 человек на 2013 г.), в 2606 км от Рикитеа на острове Мангарева (это ближайший город с населением более 500 человек) и в 3512 км от берегов Чили (это страна, к которой относится остров Пасхи, и ближайшая континентальная точка). Другим кандидатом являются острова Кергелен в южной части Индийского океана, которые лежат в 1340 км от небольшой научно-исследовательской станции Альфред Фор на острове Поссесьон, но, с другой стороны, более чем в 3300 км от берегов Мадагаскара (ближайшего места с постоянным населением), в 450 км к северо-западу от необитаемых острова Херд и островов Макдоналд (оба являются частью Австралии) и в 1440 км от непостояной научно-исследовательской станции на острове Амстердам.
- Самый отдалённый город…
  - …с населением более миллиона человек c ближайшим городом с населением более миллиона человек — является Окленд, Новая Зеландия. Ближайший город такого же размера или больше находится в Сиднее, Австралия, в 2168,9 км от первого.
  - …с населением свыше одного миллиона человек ближайшим городом с населением свыше 100 000 человек является Перт, Австралия, расположенный в 2138 км от Аделаиды, Австралия.
  - …с населением свыше 100 000 человек c ближайшим городом с таким же населением является Гонолулу, Гавайи, Соединённые Штаты. Ближайший город сопоставимого размера или больше — Сан-Франциско, расположенный в 3850 км.
  - …национальной столицы от ближайшей национальной столицы — это Веллингтон, Новая Зеландия, и Канберра, Австралия, которые находятся в 2326 км друг от друга.
- Самым удалённым аэропортом в мире от другого аэропорта является Международный аэропорт Матавери на острове Пасхи в Чили, который имеет единую взлётно-посадочную полосу для военного и общественного использования. Он расположен в 2603 км от аэропорта Тотегегие на островах Гамбье, Французская Полинезия, и в 3759 км от Сантьяго, Чили. Для сравнения, аэропорт на станции Южного полюса Амундсена-Скотта не очень удалён, так как расположен «всего» в 1355 км от аэродрома Уильямс-Филд[англ.] недалеко от острова Росса.

### Самые отдалённые города
Вот пары городов с наибольшим расстоянием между ними (антиподами):
1. Росарио, Аргентина — Синхуа, Китай: 19 996 км
2. Луань, Китай — Рио-Куарто, Аргентина: 19 994 км
3. Куэнка, Эквадор — Субанг-Джая, Малайзия: 19 989 км
4. Шанхай, Китай — Конкордия, Аргентина: 19 984 км
5. Ранкагуа, Чили — Сиань, Китай: 19 972 км
6. Ресистенсия, Аргентина — Жуйань, Китай: 19 967 км
7. Яньтай, Китай — Тандиль, Аргентина: 19 965 км
8. Кокимбо, Чили — Личуань, Китай: 19 964 км
9. Бандунг, Индонезия — Пьедекуэста, Колумбия: 19 962 км
10. Саламанка, Испания — Лоуэр-Хатт, Новая Зеландия: 19 961 км

Наиболее удалённые друг от друга аэропорты, обслуживающие регулярные рейсы: Международный аэропорт имени султана Махмуда Бадаруддина II который находится в Палембанге, Индонезия и аэропорт Бенито Саласа, который находится в Нейва, Колумбия; общее расстояние между ними составляет 20 037 км.

## Центр
Поскольку Земля — сфероид, её центр (ядро) находится в тысячах километров под земной корой. Тем не менее, были попытки определить различные «центральные точки» на поверхности земли.
- Центром стандартной географической модели, рассматриваемой на традиционной карте мира, является точка 0°, 0° (координаты ноль градусов широты на ноль градусов долготы), расположенный в Атлантическом океане примерно в 614 км к югу от Аккры, Гана, в Гвинейском заливе (0° с. ш. 0° в. д.HGЯO). Он расположен на пересечении экватора и Главного Меридиана, обозначен буем и иногда называется Нулевым островом. Однако выбор начального Меридиана в качестве меридиана 0° долготы зависел от культурных и исторических факторов и поэтому географически произволен (любой из меридианов земли в принципе может быть определён как 0° долготы); следовательно, положение центральной точки «нулевого острова» также произвольно.
- Центр населённости, место, к которому существует самый короткий средний путь для каждого отдельного человека в мире, также можно считать «центром мира». Эта точка расположена на севере Индийского субконтинента, хотя точное местоположение никогда не было рассчитано и постоянно смещается из-за изменений в распределении человеческого населения по всей планете.

## Геофизические экстремумы

### Наибольшее вертикальное падение
| Наибольшее чистое вертикальное падение | 1250 м Гора Тор, национальный парк Ауюиттук, Баффинова Земля, Нунавут, Канада (высота вершины 1675 м) |  |
| Наибольшее почти вертикальное падение  | 1340 м Башни Транго, Гилгит-Балтистан, Пакистан (высота вершины 6286 м)                               |  |

### Подземные
| Глубочайшая шахта глубже уровня земли         | 4000 м Золотой рудник Мпоненг, Провинция Гаутенг, ЮАР           |
| Глубочайшая шахта ниже уровня моря            | 2733 м ниже уровня моря Шахта Кидда, Онтарио, Канада            |
| Глубочайший открытый карьер ниже уровня земли | 1200 м Бингем-Каньон, Юта, США                                  |
| Глубочайший открытый карьер ниже уровня моря  | 293 м ниже уровня моря Карьер Хамбах, Германия                  |
| Самая глубокая пещера                         | 2204 м Пещера Верёвкина, Горный массив Арабика, Абхазия, Грузия |
| Самый глубокий питч                           | 1026 м пещера Тянь Син, Китай                                   |
| Самая глубокая скважина                       | 12 261 м Кольская сверхглубокая скважина, Россия                |

### Наибольшие океанические глубины
| Атлантический океан      | 8376 м Глубина Милуоки, жёлоб Пуэрто-Рико       |
| Северный Ледовитый океан | 5550 м Глубина Моллой, пролив Фрама             |
| Индийский океан          | 7192 м Зондский жёлоб                           |
| Средиземное море         | 5267 м Глубина Калипсо, Эллинский жёлоб         |
| Тихий океан              | 10 928 м Бездна Челленджера, Марианская впадина |
| Южный океан              | 7 433.6 м южная часть Южно-Сандвичева жёлоба    |

### Самый глубокий лёд
Ледяные щиты на суше, но имеющие основание ниже уровня моря. Места подо льдом не считаются сушей.
| Впадина Бентли                 | −2555 м | Антарктида        |
| Впадина под ледником Якобсхавн | -1512 м | Гренландия, Дания |

## Метеорологические экстремумы

### Самые холодные и самые жаркие обитаемые места на Земле
| Самое жаркое обитаемое место   | Даллол, Эфиопия (Амхарский: ዳሎል), чья среднегодовая температура была зарегистрирована с 1960 по 1966 год как 34,4 °C. Среднесуточная максимальная температура за тот же период составила 41,1 °C.                                       |
| Самое холодное обитаемое место | Оймякон, сельский населённый пункт (село) в Оймяконском улусе Республики Саха (Якутия) Российской Федерации, имеет самую холодную среднемесячную температуру −46,4 °C (-51,5 °F) (средняя температура января, самого холодного месяца). |
| Самое холодное обитаемое место | Южный полюс и некоторые другие места в Антарктиде холоднее и заселены круглый год, но почти все конкретно взятые люди не остаются там надолго и считаются посетителями, а не жителями.                                                  |

### Температура грунта
Температура грунта измеряется непосредственно на Земле; может превысить температуру воздуха на 30 — 50 °С. Температура грунта в 84 °C была зарегистрирована в Порт-Судане, Судан. Температура грунта в 93.9 °C была зарегистрирована в Фернес-Крик, Долина Смерти, Калифорния, США 15 июля 1972; это может быть самой высокой природной температурой поверхности Земли за всю историю наблюдений. Теоретически максимально возможная температура поверхности земли составляет от 90 до 100 °C для сухих, темноватых почв с низкой теплопроводностью. Спутниковые измерения температуры земли, проведённые в период с 2003 по 2009 год с помощью инфракрасного спектрорадиометра MODIS на спутнике Aqua, обнаружили максимальную температуру 70,7 °C (159,3 °F), которая была зарегистрирована в 2005 году в пустыне Деште-Лут, Иран. Было также обнаружено, что пустыня Деште-Лут имеет самую высокую максимальную температуру за пять из семи измеренных лет.
Спутниковые измерения температуры поверхности Антарктиды, проведённые в период с 1982 по 2013 год, обнаружили самую холодную температуру грунта −93,2 °C 10 августа 2010 года. 81°48′ ю. ш. 59°18′ в. д.. Хотя это не сравнимо с температурой воздуха, считается, что температура воздуха в этом месте была бы ниже официальной рекордно низкой температуры воздуха −89,2 °C.